# Белжице (гмина)
Белжице (пол. Bełżyce) — гмина (волость) в Польше, входит как административная единица в Люблинский повет, Люблинское воеводство. Население — 891 человек (на 2004 год).

## Сельские округа
1. Бабин
2. Хмельник
3. Хмельник-Колёня
4. Цупле
5. Ярошевице
6. Кеж
7. Кренжница-Окронгла
8. Малиновщизна
9. Матчин
10. Пловизны
11. Подоле
12. Скшинец
13. Скшинец-Колёня
14. Старе-Вежховиска
15. Вежховиска-Дольне
16. Вежховиска-Гурне
17. Войцешин
18. Вронув
19. Вымыслувка
20. Загуже
21. Залесе
22. Зосин

## Соседние гмины
1. Гмина Божехув
2. Гмина Ходель
3. Гмина Конопница
4. Гмина Неджвица-Дужа
5. Гмина Понятова
6. Гмина Войцехув